# ロマンチックセクシー
ロマンチックセクシーは、日本のお笑いコンビ。所属事務所はフロム・ファーストプロダクション。2011年2月頃解散。

## メンバー
- 井上 遊太（いのうえ ゆうた、1983年9月26日 - ）

ツッコミ担当、神奈川県横浜市出身。
日本大学芸術学部放送学科中退
超新塾の新メンバーオーディションに参加。
- 北村 直久（きたむら なおひさ、1982年7月24日 - ）

ボケ担当、東京都出身。
日本大学芸術学部演劇学科卒業。
以前から、好きな有名人は沢口靖子。 解散後は構成作家として活動中。

## 来歴
大学生時代は、同じ大学の学生同士で組んだ6人のお笑いユニット『劇団鵺』のメンバーとして活動。劇団鵺解散後、2005年秋頃に井上、北村の2人でロマンチックセクシーを結成、現在のコンビでの活動を開始。現在の2人での初舞台は、ある学園祭での、順位を競うお笑いライブだった（その時のMCはトータルテンボスで、ロマンチックセクシーの順位は2位）。翌2006年4月にワタナベコメディスクールに4期生として入学。その翌2007年卒業後に、フロム・ファーストプロダクション所属となる。
『白い砂浜で君と見つけた･･･ボイン』『ヘクタールの花畑とヘクタールのおしり』（2008年9月26日～9月28日、東京都目黒区・千本桜ホール）とそれぞれ題した単独ライブを2回行っている。

## 芸風
生徒と教師に扮し、生徒の出席をとるという設定のネタでは、名前を曲の歌詞に当てはめたものを教師役の北村が歌い、生徒役の井上がその横でネタが書かれた紙を突っ込みながらめくっていくという流れである。これは2008年の秋頃から始めたとのことで、カラオケボックスの中で考え、歌詞がわかりにくいような曲を選んで、北村は200回ほど繰り返し歌ってネタを作っているという。
この他、コントのネタではヴィジュアル系の教師に扮するものがある。このコントではLUNA SEAの「ROSIER」を使用している。また漫才を披露することもある。

## 出演
- モバタレGREAT（日本テレビ） - 『タレタマ』お笑い枠メンバー。
- アグレッシブですけど、何か?（広島ホームテレビ）
- 爆笑オンエアバトル（NHK総合）戦績1勝2敗 最高369KB
- ぐるナイおもしろ荘 生放送ですいまメ〜ン（日本テレビ） - 2009年1月1日
- エンタの神様（日本テレビ） - 2009年2月28日初出演、キャッチコピーは「冗熱の光景」
- 真王伝説（テレビ埼玉）
- ザ・イロモネア（TBS系）　-　 ゴールドラッシュに出演、イロモネア挑戦権獲得。
- お笑いDynamite! こどもの日直前SP（TBS） - キャッチコピーは「ビジュアル系ティーチャー」
- 爆笑レッドシアター（フジテレビ、2009年5月20日） - 「ホワイトシアター」出演